# 只召太后
只召太后（ししょうおうこう、チソテフ、지소태후、生没年不詳）は、新羅第24代王である真興王の生母。法興王と保刀夫人の娘。息子の真興王が即位した際は摂政を務めた。

## 生涯
父の同腹の弟である葛文王仇珍と婚姻し、息子である彡麦宗（サンメクチョン、後の真興王）を儲けた。
540年に先王である父が崩御する。同年に7歳で即位した息子に代わり、551年頃まで、実権を握った。541年には、異斯夫を兵部の長官に任命させた。彼女の功績として、百済との同盟を続けさせた他に仏教保護にも努めた。
また、花郎世記によると、花郎制度は彼女が制定させたという記述もある。

## 登場作品
テレビドラマ
- 花郎（KBS、2016年 - 2017年、配役：キム・ジス）

## 只召太后に関連する書物
- 花郎世記